# José Manuel Hernández
José Manuel Hernández Ortiz (ur. 24 lutego 1941) – gwatemalski zapaśnik walczący w obu stylach. Olimpijczyk z Meksyku 1968, gdzie zajął piętnaste miejsce w stylu klasycznym i dwudzieste w wolnym. Walczył w kategorii do 87 kg

## Letnie Igrzyska Olimpijskie 1968
| Konkurencja          | Rundy eliminacyjne   | Rundy eliminacyjne   | Klas. końcowa |
| Konkurencja          | Przeciwnik I         | Przeciwnik II        | Miejsce       |
| -------------------- | -------------------- | -------------------- | ------------- |
| 87 kg styl klasyczny | Petyr Krumow (BGR) P | Håkon Øverby (NOR) P | 15.           |

| Konkurencja      | Rundy eliminacyjne     | Rundy eliminacyjne   | Klas. końcowa |
| Konkurencja      | Przeciwnik I           | Przeciwnik II        | Miejsce       |
| ---------------- | ---------------------- | -------------------- | ------------- |
| 87 kg styl wolny | Hüseyin Gürsoy (TUR) P | Peter Döring (DDR) P | 20.           |